# رستوران تام
رستوران تام (انگلیسی: Tom's Restaurant) یک غذاخوری است که در ۲۸۸۰ خیابان برادوی (ضلع غربی خیابان ۱۱۲) در محلهٔ مورنینگساید هایتس، منهتن در شهر نیویورک واقع شده‌است. داینر (رستوران) تام در طبقهٔ همکف سالن آرمسترانگ دانشگاه کلمبیا واقع در مؤسسه مطالعات فضایی گادرد قراردارد. از دههٔ ۱۹۴۰ متعلق به خانوادهٔ یونانی-آمریکایی میناس زولیس (Minas Zoulis) بوده و توسط آن‌ها اداره می‌شود و اغلب مورد استفادهٔ دانشجوها و استادان دانشکده‌های کلمبیا قرارمی‌گیرد.
رستوران تام محلی بود که در سال ۱۹۸۷ الهام بخش آهنگ غذاخوری تام از سوزان وگا شد. پس از آن، نمای بیرونی آن به‌عنوان یک کافۀ ساختگی به‌نام مانک (Monk's Café) توسط کمدی ساینفلد مورد استفاده قرارگرفت و مشهورشد. ازآنجاکه شخصیت مشهور جری ساینفلد و دوستانش به‌طور مرتب برای صرف غذا و گپ و گفتگو در غذاخانه جمع می‌شدند. بااین‌حال فضای داخلی نمایش‌داده‌شده در برنامۀ تلویزیونی، شباهت کمی به «تام» واقعی داشت، زیرا صحنه‌های داخلی، در یک مجموعه در ‌لس آنجلس فیلم‌برداری می‌شد. پیش از ساینفلد، در سال ۱۹۷۸، بخش بیرونی تام در سریال زن بیونیک قسمت «زنده باد پادشاه» در حدود ۲۷ دقیقه از پخش دی‌وی‌دی را به خود اختصاص داد. 
وقتی رئیس جمهور باراک اوباما دانشجوی کلمبیا بود، اغلب در رستوران تام غذا می خورد. همین‌گونه سناتور جان مک‌کین نیز زمانی که دخترش مگان دانشجوی کلمبیا بود و برای سرزدن نزد او می‌رفت غالباً در تام غذا می‌خوردند.

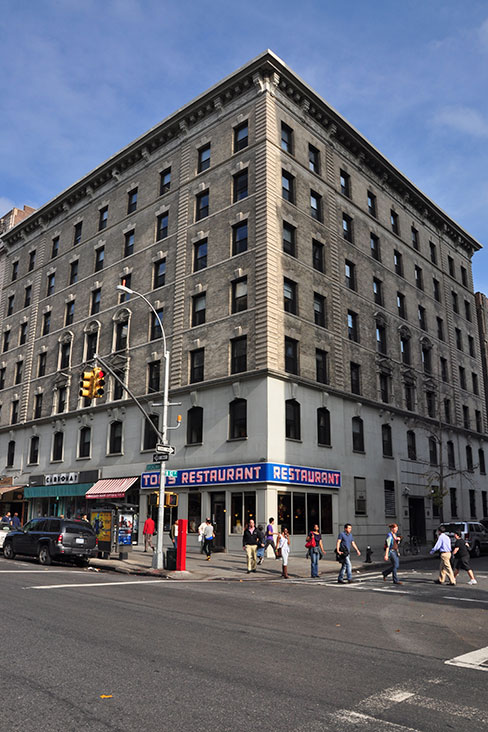
داینر تام واقع در طبقهٔ همکف ساختمان مؤسسه مطالعات فضایی گادرد.

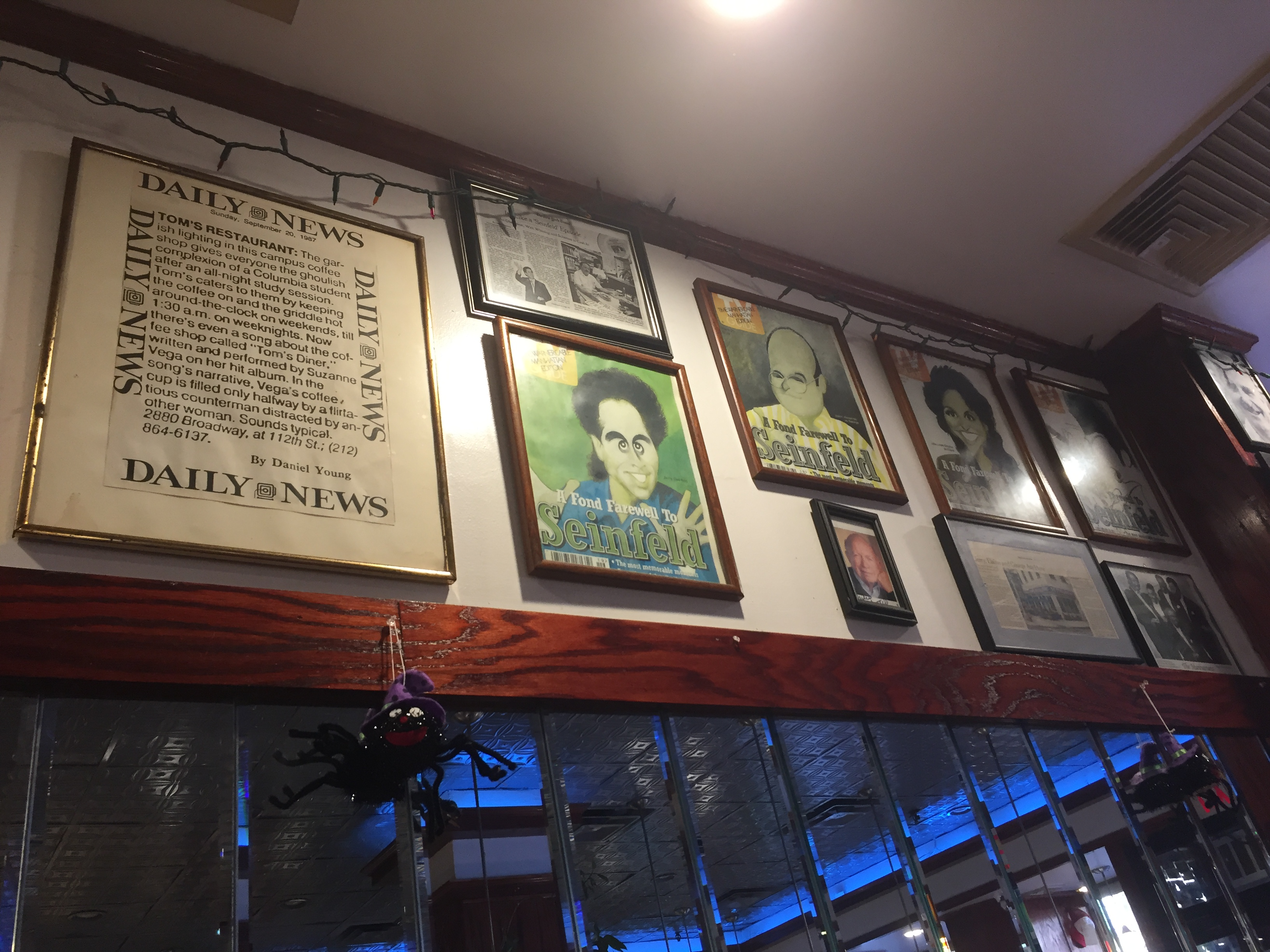
فضای داخلی غذاخوری تام